# François-Fernand-Michel Olive dit Oliva-Roget
François-Fernand-Michel Olivie dit Oliva-Roget, francoski general, * 1891, † 1949.